# محسن حاجی‌پور
محسن حاجی‌پور (متولّد ۱۳۶۷ آمل) کشتی‌گیر ایرانی در رشته فرنگی اوزان ۵۵–۵۹ کیلوگرم است.
حاجی پور دارندهٔ ۲ مدال طلا رقابتهای کشتی ارتش‌های جهان و دارنده مدال برنز قهرمانی آسیا ۲۰۱۱ و ۲ مدال طلا دانشجویان جهان است.
شاهکار او در مسابقات جام جهانی ۲۰۱۱ پیروزی مقابل نظیر مانکیف دارنده مدال طلا المپیک پکن از روسیه بود که در سه تایم پی در پی به پیروزی رسید.
او در سال ۲۰۱۴ در رقابت‌های بین‌المللی جام یادگار امام در مقابل یون وون چول به پیروزی رسید و مدال طلا وزن ۵۹ کیلوگرم را به دست آورد.
وی در مسابقات جام جهانی ۲۰۱۵ نیز کشتی گرفت.

## حواشی
حاجی‌پور در رقابت‌های کشتی فرنگی قهرمانی ۲۰۱۵ جهان که در لاس وگاس آمریکا برگزار شد، کشتی‌گیر ذخیره ایران در وزن ۵۹ کیلوگرم بود اما پس از مسابقات، همراه با تیم به ایران بازنگشت و اخباری دربارهٔ پناهندگی او منتشر شد. وی سپس در مصاحبه‌ای این خبر تکذیب کرد و علت تأخیر در ورودش را دیدار با دوستان در آمریکا اعلام کرد. او در تاریخ ۲۵ شهریور ۹۴ به همراه تیم کشتی آزاد وارد تهران شد.

## مسابقات قهرمانی کشتی جهان ۲۰۱۸
محسن حاجی پور در مبارزه نخست مقابل جرمن دیاز از پورتوریکو با نتیجه ۹ بر صفر پیروز شد وی در دور دوم مقابل دونیور اسلاموف دارنده مدال برنز اروپا از مولداوی با نتیجه ۷ بر ۶ مغلوب شد و با توجه به شکست این کشتی گیر مقابل تاسمرادوف ازبکستانی، حاجی پور از دور رقابت ها کنار رفت.